# In Trance (singolo)
In Trance è un brano della band hard rock tedesca degli Scorpions inciso come singolo nel 1975 ed estratto dall'omonimo album.
Il brano, scritto dalla coppia Schenker/Meine, fu il primo a riscuotere grande successo in Europa e a registrare consensi in Giappone. Il singolo pubblicato, il primo degli Scorpions, prevede come b-side il brano Speedy's Coming nella versione europea (nel tentativo di promuovere anche il precedente album Fly to the Rainbow) ed invece Robot Man nella versione pubblicata nel Sol Levante.

## Tracce
1. In Trance (Schenker, Meine) - 4:44
2. Speedy's Coming (Schenker, Meine) - 3:33
3. Robot Man (Schenker, Meine) -?:?? (solo nella versione giapponese)

## Formazione
- Klaus Meine: Voce
- Uli John Roth: Chitarra
- Rudolf Schenker: Chitarra
- Francis Buchholz: Basso
- Rudy Lenners: Batteria